# إدموند موسكي

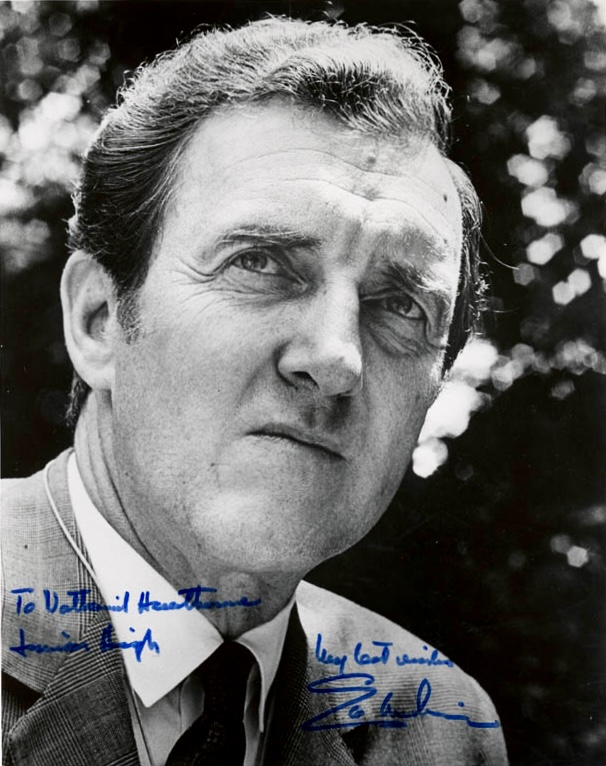
إدموند موسكي

إدموند سيكستوس «إد» موسكي (بالإنجليزية: Edmund Muskie)‏ (28 مارس 1914 -26 مارس 1996) هو سياسي أمريكي وكان وزير الخارجية الثامن والخمسين في رئاسة جيمي كارتر، وهو عضو مجلس الشيوخ الأمريكي من ولاية مين في الفترة من 1959 إلى 1980، وكان الحاكم الرابع والستين لولاية مين من 1955 إلى 1959، وكان عضو مجلس نواب ولاية مين من 1946 إلى 1951، ومرشح الحزب الديمقراطي لنائب رئيس الولايات المتحدة في انتخابات عام 1968.
دافع موسكي عن الحركة البيئية في أمريكا في الستينيات وصاغ قانون المياه النظيفة لعام 1972، وهو سمة مميزة للسياسة البيئية الدولية، وأحد القوانين القليلة التي تم وضعها مرتين أمام الكونغرس الأمريكي. وهو أحد أبطال حركة الحقوق المدنية في الولايات المتحدة، انتقد علنا إدغار هوفر رئيس مكتب التحقيقات الفيدرالي، وكان دوره مؤثرا في إقرار قانون الحقوق المدنية لعام 1964، ووضع يوم مارتن لوثر كنج، وطور الإصلاحات بشأن جماعات الضغط في أمريكا. وبفضل إنجازاته السياسية وشخصيته فقد اعتبر أهم زعيم سياسي في تاريخ ولاية ماين، وغالبا يوضع مع هانيبال هاملين في هذا المجال.
ولد موسكي في بلدة رامفورد في مين، وتخرج من كلية بيتس في عام 1936 وجامعة كورنيل في عام 1939 قبل أن يبدأ بمزاولة المحاماة لفترة قصيرة. وخدم في البحرية خلال الحرب العالمية الثانية وترقى إلى رتبة ملازم. ولدى عودته من الحرب عاد إلى ممارسة القانون ووسع قاعدة الحزب الديمقراطي في جمهورية مين. بدأ حياته السياسية عندما دخل مجلس النواب في ولاية مين قبل توليه حكم الولاية، وهو المنصب الذي شغله من 1955 إلى 1959 كأول كاثوليكي روماني يصل إليه. ثم بدأ حملته للترشح إلى مجلس الشيوخ الأمريكي بعد أشهر من تنحيه من منصب الحاكم، ونجح لاحقا في انتخابات المجلس. وخلال فترة وجوده في مجلس الشيوخ التي بلغت 21 عاما (حيث فاز بالأغلبية في انتخابات 1964 و1970 و1976) قدم العديد من القوانين المتعلقة بحماية البيئة، وتمويل الحملات الانتخابية، وتنظيم جماعات الضغط، والحقوق المدنية، وشؤون الدولة. كان موسكي هو المرشح الديمقراطي لنائب الرئيس (مع هيوبرت همفري رئيسا) في الانتخابات الرئاسية عام 1968، وخسر بهامش 42.72٪ أمام ريتشارد نيكسون بنسبة 43.42٪. وعاد إلى مجلس الشيوخ حيث كان أول رئيس للجنة الميزانية الجديدة بالمجلس من عام 1975 إلى عام 1980. وكان موسكى مرشحا لرئيس الولايات المتحدة في انتخابات عام 1972 حيث حصل على 1.84 مليون صوت في الانتخابات التمهيدية ليحتل المركز الرابع من أصل 15 مرشحا؛ وخسر في نهاية المطاف لصالح جورج ماكغفرن.
في عام 1980، عينه الرئيس جيمي كارتر ليتولى منصب وزير الخارجية الأمريكي الثامن والخمسين وتولى منصبه في وسط أزمة رهائن إيران، وضربات لوبلين عام 1980، والغزو العراقي لإيران. وأتى أكبر نجاحاته كوزير عندما تفاوض على اطلاق سراح 52 رهينة فأنهى هذا بشكل فعال أزمة الرهائن. كان موسكي مؤثرا على مدى فترة ولايته كوزير، لكنه فشل في المفاوضات في محاولة تأمين انسحاب القوات السوفياتية من أفغانستان خلال الحرب السوفيتية في أفغانستان. حصل موسكي على وسام الحرية الرئاسي في 16 يناير 1981 في الأيام الأخيرة من رئاسة كارتر. انسحب بعد لفترة وجيزة من الخدمة العامة، ثم تم تعيينه عضوا في مجلس التقييم الخاصة للرئيس المعروفة باسم «لجنة البرج» للتحقيق دور الرئيس رونالد ريجان في قضية إيران - كونترا. وقد شغل موسكي أعلى منصب سياسي يشغله أمريكي من أصل بولندي في تاريخ الولايات المتحدة، وهو أيضا الأميركي البولندي الوحيد الذي رشحه حزب كبير لمنصب نائب الرئيس.

## روابط خارجية
- إدموند موسكي على موقع الموسوعة البريطانية (الإنجليزية)
- إدموند موسكي على موقع مونزينجر (الألمانية)
- إدموند موسكي على موقع إن إن دي بي (الإنجليزية)